# Wimereux (fleuve)
Pour les articles homonymes, voir Wimereux (homonymie).
Le Wimereux est un petit fleuve côtier français qui coule dans le département du Pas-de-Calais, dans la région Hauts-de-France et se jette dans la Manche. 
Ce petit fleuve contribue à alimenter le fleuve marin côtier qui longe les estuaires picards jusqu'au site des deux caps.
Son estuaire fait partie du projet de Parc naturel marin des estuaires picards et de la mer d'Opale (préparé depuis 2008, soumis à enquête publique en 2011 et créé en décembre 2012).

## Hydronymie
Le nom du fleuve est mentionné sous les formes Wimerreuwe en 1203, Winerrewes en 1286, Wimerewe en 1290.

## Géographie

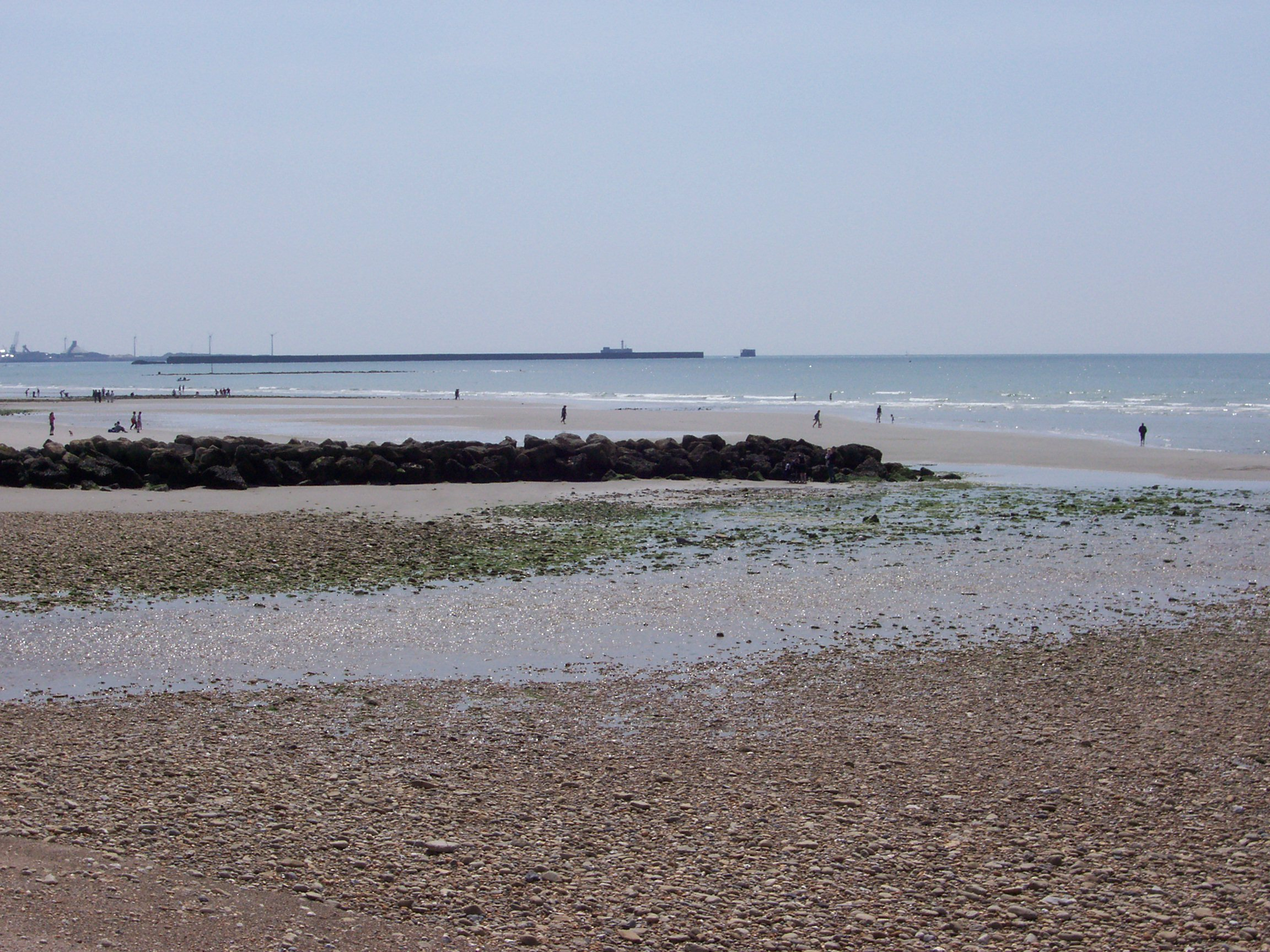
L'embouchure du Wimereux (au premier plan).

La longueur de son cours d'eau est de 22,1 km.
Il prend sa source à Colembert, passe à Belle-et-Houllefort, Conteville-lès-Boulogne, Pernes, Pittefaux et Wimille et se jette dans la Manche à Wimereux. 
Il sépare le centre densément construit de la commune en fond de vallée (et protégé de la mer par une digue-promenade), et la partie nord de la ville où plusieurs habitations, sont situées à proximité immédiate du trait de côte, sur une zone vulnérable à l'érosion côtière, le long de petites rues montant vers la falaise marno-argileuses qui est un substrat tendre et localement meuble et en cours d'effondrement.

### Communes et cantons traversés
Dans le seul département du Pas-de-Calais, le Wimereux traverse les onze communes suivantes, de l'amont vers l'aval, de Colembert (source), Le Wast, Bellebrune, Belle-et-Houllefort, Wierre-Effroy, Conteville-lès-Boulogne, Pernes-lès-Boulogne, Pittefaux, Maninghen-Henne, Wimille, Wimereux (embouchure). 
Soit en termes de cantons, le Wimereux prend source dans le canton de Desvres, conflue dans le canton de Boulogne-sur-Mer-1, dans l'arrondissement de Boulogne-sur-Mer, dans les intercommunalités Communauté d'agglomération du Boulonnais Communauté de communes de Desvres - Samer Communauté de communes de la Terre des Deux Caps.

### Bassin versant
Le Wimereux traverse une seule zone hydrographique « Wimereux » (E520). Les cours d'eau ou fleuves voisins sont au nord la Slack , l'Aa au nord-est, à l'est et au sud-est, la Liane au sud, la Manche au sud-ouest, à l'ouest et au nord-ouest.

### Organisme gestionnaire
L'organisme gestionnaire est le SYMSAGEB ou Syndicat mixte pour le schéma d’aménagement et de gestion des eaux du Boulonnais, sis à Saint-Léonard, est devenu un EPTB, le 14 février 2012.

## Affluents
Le Wimereux a dix-sept tronçons affluents référencés. Les deux seuls affluents de plus de cinq kilomètres de long sont :
- le ruisseau de Grigny, (rd[note 1]) 7,8 km, avec deux affluents et de rang de Strahler deux.
- le ruisseau du Denacre, 5,6 km, avec trois affluents et de rang de Strahler deux.

Les autres affluents de rang de Strahler supérieur à un sont :
- la Vignette (rg), 4,2 km en rive gauche[1] avec trois affluents et de rang de Strahler quatre.
- le ruisseau du Pont Jean Marck (rg), 3 km avec un affluent et de rang de Strahler deux.
- le ruisseau d'Auvringhem (rg), 3 km avec un affluent le Château Lozembrune et de rang de Strahler deux
- le ruisseau de Pernes et Cadet (rg), 2,3 km, avec un affluent et de rang de Strahler deux.
- le ruisseau de la Chevalerie (rg), 2 km avec un affluent  le Reverkerque et de rang de Strahler deux

Les autres affluents de rang de Strahler un (sans affluent) sont 
- le ruisseau de la Fosse Corniche (rg), 3 km
- le ruisseau de la Planquette (rg), 2 km
- le ruisseau de l'Ermitage (rg), 2 km
- la Cabocherie (rd), 2 km
- le Château de Souverain (rd), 2 km
- le Goulet (rd), 1 km
- le Moulin (rg), 1 km
- le ruisseau le Grouilloir (rd), 1 km
- le moulin de Grisendal (rd), 1 km
- le Château de Souverain (rg), 1 km

### Rang de Strahler
Don le rang de Strahler du Wimereux est de cinq par la Vignette.

## Hydrologie
Le Wimereux est un petit fleuve fort peu régulier. Son régime hydrologique est dit pluvial océanique. Sa pente moyenne est de 5,2 ‰.

### Le Wimereux à Wimille
Son débit a été observé sur une période de 33 ans (1981-2013), à Wimille, localité du département du Pas-de-Calais située non loin de son embouchure dans la Manche. La surface ainsi étudiée est de 78 km2, soit la quasi-totalité du bassin versant du cours d'eau.
Le module du fleuve à Wimille est de 1,04 m3/s.
Le Wimereux présente des fluctuations saisonnières de débit importantes. Les hautes eaux se déroulent en fin d'automne et en hiver et se caractérisent par des débits mensuels moyens allant de 1,87 à 2,21 m3/s, de novembre à janvier inclus (avec un maximum en décembre). À partir du mois de février, le débit diminue progressivement jusqu'aux basses eaux d'été qui ont lieu de juin à septembre, entraînant une baisse du débit mensuel moyen jusqu'au plancher de 0,254 m3/s au mois d'août. Mais ces moyennes mensuelles ne sont que des moyennes et cachent des fluctuations plus prononcées sur de courtes périodes ou selon les années.

### Étiage ou basses eaux
Aux étiages, le VCN3 peut chuter jusque 0,023 m3/s en cas de période quinquennale sèche, ce qui peut être considéré comme sévère, le cours d'eau étant alors réduit à peu de choses.

### Crues
Les crues peuvent être très importantes, compte tenu de la petitesse du cours d'eau et l'exigüité de son bassin versant. Les QIX 2 et QIX 5 valent respectivement 17 et 25 m3/s. Le QIX 10 est de 30 m3/s, le QIX 20 de 35 m3/s, tandis que le QIX 50 se monte à quelque 41 m3/s.
Le débit instantané maximal enregistré à Wimille a été de 52,3 m3/s le 21 novembre 2000, tandis que la valeur journalière maximale était de 37,1 m3/s le même jour. Si l'on compare la première de ces valeurs à l'échelle des QIX du fleuve, l'on constate que cette crue était largement supérieure à la crue cinquantennale définie par le QIX 50, et donc tout à fait exceptionnelle. 
La hauteur maximale instantanée a été de 328 cm ou 3,28 m le 11 juin 1979.
Il a fait l'objet d'un atlas des zones inondables téléchargeable et d'une carte interactive.

### Lame d'eau et débit spécifique
Le Wimereux est un petit fleuve fort abondant. La lame d'eau écoulée dans son bassin versant est de 428 millimètres annuellement, ce qui est largement supérieur à la moyenne d'ensemble de la France (320 millimètres/an). Le débit spécifique (ou Qsp) atteint de ce fait le chiffre robuste de 13,6 litres par seconde et par kilomètre carré de bassin.

## Aménagements et écologie

### Écologie, hydrobiologie
Ce fleuve abritait autrefois une abondante population de truites de mer, comme autrefois tous ceux de l'Europe de l'ouest selon Roule cité par JA Lestage, « La truite de mer effectue sa montée peu après les migrations d'automne des grands reproducteurs (saumons) et  dit avoir lu que "ce poisson est si friand des œufs du Saumon que l'on a observé en Angleterre que ce Salmonié diminuait dans les fleuves où la truite de mer se multiplie »).
Ce fleuve contribue aujourd'hui à enrichir le milieu marin en particules et nutriments perdu par les terres agricoles.